# Kid Creole & The Coconuts
Kid Creole & the Coconuts sono un gruppo musicale statunitense. Il repertorio della formazione è una disco music che attinge a diversi stili tra cui la salsa e la musica caraibica. Si presentavano con un look vintage che si rifà agli anni quaranta e cinquanta.

## Storia
Il gruppo venne formato nel 1980 da August Darnell, in arte Kid Creole, precedentemente attivo nei Dr. Buzzard's Original Savannah Band, e un trio di coriste il cui organico è mutato nel tempo. Tra di esse vi era la moglie di Darnell Adriana Kaegi, dalla quale divorzierà nel 1985, il suonatore di vibrafono Coati Mundi (pseudonimo di Andy Hernandez), la bassista Carol Colman e il batterista giamaicano Winston Grennan.

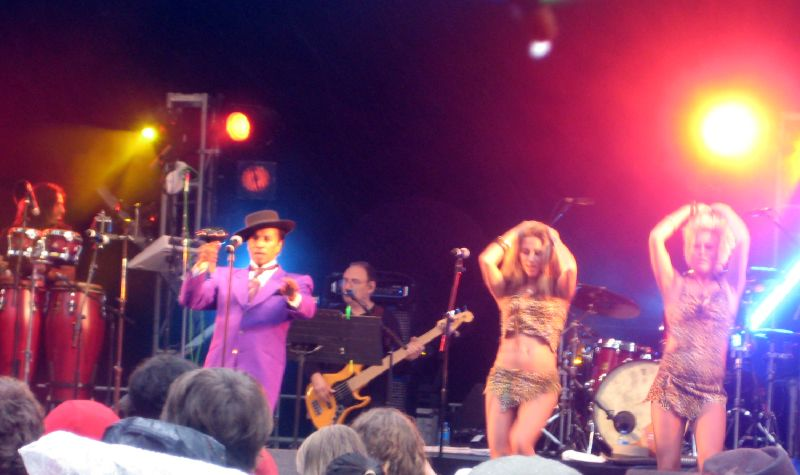
Kid Creole and the Coconuts durante un'esibizione live

I primi due album Off the Coast of Me (1980) e Fresh Fruit in Foreign Places (1981) ebbero poco successo sul fronte commerciale, ma vennero ben accolti dalla critica. Diversamente, Tropical Gangsters (1982), grazie alla presenza dei tre successi Stool Pigeon, Annie, I'm Not Your Daddy e I'm a Wonderful Thing, Baby, salì sulle posizioni più alte delle classifiche. Segno di questa visibilità raggiunta è la comparsa della band nel film Due vite in gioco del 1984, dove i componenti interpretano se stessi eseguendo il brano My Male Curiosity, da cui fu tratto un video trasmesso in heavy rotation su MTV.
I dischi seguenti, tra cui Doppelganger (1983), che contiene There's Something Wrong in Paradise e In Praise of Older Women (1986), che presenta Endicott, non riuscirono a eguagliare i medesimi risultati commerciali e vennero poco apprezzati da critici e specialisti. Il gruppo continuò la sua attività musicale negli anni novanta, anche se più sporadicamente.
Nel 1990 parteciparono al Festival di Sanremo interpretando Nobody Does the Lambada Like My Mother and My Father, una cover in inglese di Evviva Maria di Peppino Di Capri.

## Discografia

### Album
- 1980 – Off the Coast of Me
- 1981 – Fresh Fruit in Foreign Places
- 1982 – Tropical Gangsters (uscito in USA come Wise Guy)
- 1983 – Doppelganger
- 1984 – Cre-Olè: The Best of Kid Creole and the Coconuts
- 1985 – In Praise of Older Women and Other Crimes
- 1987 – I, Too, Have Seen the Woods
- 1990 – Private Waters in the Great Divide
- 1991 – You Shoulda Told Me You Were
- 1992 – Kid Creole Redux
- 1993 – KC2 Plays K2C (uscito solo in Giappone sotto il nome di Kome Kome Club)
- 1995 – To Travel Sideways
- 1995 – Kiss Me Before the Light Changes
- 1997 – The Conquest of You
- 2000 – Oh! What a Night (Live album; anche conosciuto come Best of Kid Creole and the Coconuts)
- 2001 – Too Cool to Conga!
- 2008 – Going Places: The August Darnell Years 1976-1983

### Singoli
- 1980 – Maladie D'Amour
- 1980 – He's Not Such a Bad Guy (After All)
- 1981 – Going Places
- 1981 – Table Manners
- 1981 – Latin Music
- 1981 – I am
- 1981 – Kid Creole and the Coconuts presents Coati Mundi: Me No Pop I
- 1982 – I'm a Wonderful Thing, Baby
- 1982 – Stool Pigeon
- 1982 – Annie, I'm Not Your Daddy
- 1982 – Dear Addy (Christmas in B'Dilly Bay with Kid Creole and the Coconuts)
- 1983 – There's Something Wrong in Paradise
- 1983 – The Lifeboat Party
- 1984 – My Male Curiosity
- 1984 – Don't Take My Coconuts
- 1985 – Endicott
- 1986 – Caroline Was a Drop-Out
- 1987 – Hey Mambo (con Barry Manilow)
- 1988 – Pepito
- 1990 – The Sex of It
- 1990 – I Love Girls
- 1991 – (She's A) Party Girl (1991)
- 1997 – UFO

## Filmografia
- Due vite in gioco regìa di Taylor Hackford (1984)
- Pathos - Segreta inquietudine regìa di Piccio Raffanini (1988)
- Il ballo proibito, regìa di Greydon Clark (1990)
- Weekend senza il morto, regìa di Betty Thomas (1992)
- Cattive ragazze regìa di Marina Ripa di Meana (1992)
- Mood Indigo - La schiuma dei giorni regìa di Michel Gondry (2013)